# Porte-Notre-Dame

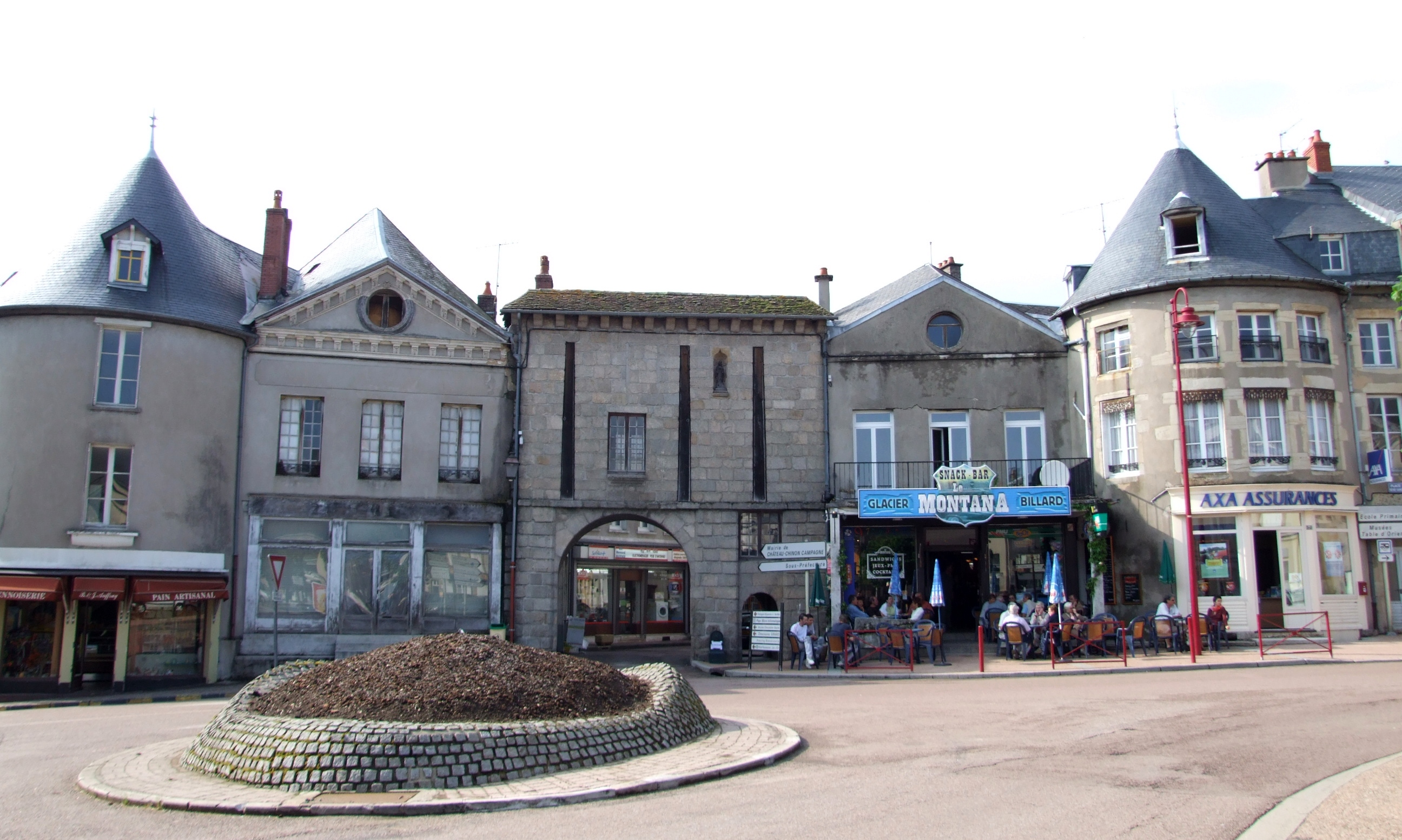
Porte-Notre-Dame

Die Porte-Notre-Dame von Château-Chinon ist der einzige Überrest der einst massiven Stadtmauer aus dem 13. Jahrhundert.
Es zeugt von der damaligen Bedeutung der Kleinstadt Château-Chinon, die sich lange Zeit als eines der Zentren des Morvan verstand. Das Stadttor bildet heute die Grenze zur Altstadt von Château-Chinon.